# Julius Cahn
Julius Alfred Cahn (* 15. Januar 1872 in Mainz; † 24. Dezember 1935 in Frankfurt am Main) war ein deutscher Numismatiker und Münzhändler.

## Leben
Julius Cahn war ein Sohn des Münzhändlers Adolph E. Cahn (1839–1918). Erich B. Cahn und Herbert A. Cahn waren seine Neffen.
Er besuchte die Wöhlerschule und das städtische Gymnasium in Frankfurt bis zur Reifeprüfung 1891. Anschließend studierte er an der Kaiser-Wilhelms-Universität zu Straßburg und der Friedrich-Wilhelms-Universität zu Berlin (Wintersemester 1892/1893-Sommersemester 1893) Geschichte, Kunstgeschichte und Klassische Archäologie. Im April 1895 wurde er in Straßburg mit einer Arbeit über „Münz- und Geldgeschichte der Stadt Strassburg im Mittelalter“ zum Dr. phil. promoviert. Nach kurzem Aufenthalt in Rom, wo er auch am Deutschen Archäologischen Institut tätig war, trat Cahn 1896 in die väterlichen Münzhandlung ein. Seit 1905 war er mit seinem Bruder Ludwig (1877–1924) Mitinhaber, nach dessen Tod mit dessen Witwe Johanna, geborene Neuberger (1881–1963).
Neben seiner Tätigkeit als Münzhändler betrieb Cahn Studien mit dem Schwerpunkt deutsche, mittelalterliche Numismatik. Neben Monographien publizierte er in Fachzeitschriften zahlreiche Artikel. Bei der Frankfurter Münzzeitung und den Deutschen Münzblättern war er ständiger Mitarbeiter. Auch den Münzkatalogen seiner Firma wird wissenschaftlicher Wert zugeschrieben. Gemeinsam mit einigen anderen Frankfurter Münzhändlern bildeten die Brüder Cahn in den 1920er und frühen 1930er Jahren das sogenannte „Consortium“, ein auf ständigen Absprachen und internen Vereinbarungen basierendes Kartell, das – nach außen streng geheim gehalten – weite Teile des deutschen Münzhandels dominierte.
Ein Standardwerk wurde sein Buch «Der Rappenmünzbund. Eine Studie zur Münz- und Geldgeschichte des oberen Rheintales». Im Auftrag der Badischen Historischen Kommission erschien 1911 der erste und einzige Band einer badischen Münzgeschichte, «Münz- und Geldgeschichte von Konstanz und des Bodenseegebiets im Mittelalter bis zum Reichsmünzgesetz von 1559».
Cahn war Mitglied im Mitteldeutschen Kunstgewerbe-Verein, in dem sich viele Privatsammler zusammenfanden. 1935 wurden auf Druck des NS-Regimes die jüdischen Mitglieder zum Austritt genötigt. Cahn war einer der wenigen, die in ihrem Austrittsschreiben im Oktober 1935 gegen die Anpassungspolitik des Vorstandes protestierten. Im darauffolgenden Dezember verstarb Cahn.

## Veröffentlichungen
- Münz- und Geldgeschichte der Stadt Strassburg im Mittelalter. Truebner, Straßburg 1895.
- Die Medaillen und Plaketten der Kunstsammlung W. P. Metzler in Frankfurt am Main. 2 Bände, Joseph Baer & Co., Frankfurt 1898–1903.
- Der Rappenmünzbund. Eine Studie zur Münz- und Geldgeschichte des oberen Rheintales. Winter, Heidelberg 1901 (Digitalisat).
- Münz- und Geldgeschichte von Konstanz und des Bodenseegebiets im Mittelalter bis zum Reichsmünzgesetz von 1559. Teil 1: Konstanz und das Bodenseegebiet im Mittelalter. Winter, Heidelberg 1911 (Digitalisat).
- Das Recht Deutschlands auf Elsaß-Lothringen (= Kraft zum Siege. Heft 14). Zentralstelle zur Verbreitung guter deutscher Literatur, Bad Nassau (Lahn) 1918.